# لويس رويز (لاعب كرة سلة)
لويس رويز (بالإسبانية: Wilfredo Ruiz)‏ (1 يونيو 1962 في الأوروغواي - ) هو لاعب كرة سلة أوروغواني في مركز هجوم صغير الجسم، شارك في الألعاب الأولمبية الصيفية 1984 وبطولة أمم الأمريكتين لكرة السلة 1984 وبطولة أمم الأمريكتين لكرة السلة 1980 وبطولة كأس العالم لكرة السلة 1982.

## وصلات خارجية
- لويس رويز على موقع الاتحاد الدولي لكرة السلة (الإنجليزية)
- لويس رويز على موقع الاتحاد الدولي لكرة السلة (الإنجليزية)
- لويس رويز على موقع كرة السلة الأوروبية.كوم (الإنجليزية)
- لويس رويز على موقع سبورتس رفرنس (الإنجليزية)
- لويس رويز على موقع أوليمبيديا (الإنجليزية)